# Chi Dà
Chi Dà (danh pháp khoa học: Ceriops) là một chi thực vật có hoa trong họ Rhizophoraceae.

## Loài
Chi Ceriops gồm các loài:
- Ceriops australis [2][3]
- Ceriops decandra (Griff.) Ding Hou (sin.: Ceriops roxburghiana Arn.)
- Ceriops pseudodecandra Sheue, Liu, Tsai, và Yang[4]
- Ceriops tagal (Perr.) C.B. Rob.
- Ceriops zippeliana [5]